# Reaktionskoordinate

Energie-Reaktionsweg-Diagramm für eine katalysierte sowie eine nicht katalysierte Reaktion

Eine Reaktionskoordinate ist in der Chemie eine eindimensionale Koordinate, die als geometrischer Parameter den Fortschritt einer chemischen Elementarreaktion entlang des Reaktionsweges (der Trajektorie) auf der Potentialhyperfläche der an der Reaktion beteiligten Atome beschreibt. Die Reaktionskoordinate kann als eine generalisierte Koordinate verwendet werden, um die Geometrie eines Systems aus n Atomen im Verlauf einer Reaktion zu beschreiben; dazu sind neben der Reaktionskoordinate 3n−7 weitere generalisierte Koordinaten erforderlich.
In molekulardynamischen Simulationen werden Reaktionskoordinaten, die den Faltungszustand eines Proteins beschreiben als Collective Variables bezeichnet.
Reaktionskoordinaten können manchmal auf einfache Weise im Ortsraum dargestellt werden (Bindungslänge, Bindungswinkel, …). Dies ist aber für komplexere Reaktionskoordinaten schwierig, vor allem wenn nicht-geometrische Parameter wie die Bindungsordnung verwendet werden.
In Energiediagrammen wird die Gibbs-Energie in Abhängigkeit von der Reaktionskoordinate aufgetragen, um die Energieprofile, die im Verlauf einer chemischen Reaktion durchlaufen werden, zu demonstrieren.